# Fort Minor
Fort Minor — сольний проєкт Майка Шиноди із гурту Linkin Park, заснований 2004 року. Дебютний альбом The Rising Tied вийшов 22 листопада 2005 року. Попри те, що Fort Minor вважається сольним проєктом Шиноди, дуже часто в піснях, на концертах і на фотосесіях присутній гурт Styles of Beyond. У 2005 році альбом зайняв 51 місце в чарті Billboard 200 та 142 в UK Albums Chart. У 2006 році 4-й сингл «Where'd You Go» посів 4 місце в чарті Billboard Hot 100. Проєкт був «заморожений» надовго, проте 21 червня 2015 відбувся реліз нового синглу «Welcome».

## Можливе повернення
На початку 2012 року у чаті LPU Шинода сказав про ймовірний новий альбом Fort Minor після шостого студійного альбому Linkin Park, реліз якого планується на 2014 рік. В жовтні 2013 Рю зі Styles of Beyond підтвердив, що місія Fort Minor ще не закінчилась, натякаючи на новий студійний альбом.

## Дискографія
| Рік  | Назва                                                                                           |
| ---- | ----------------------------------------------------------------------------------------------- |
| 2005 | The Rising Tied - Реліз: 22 листопада 2005 - Лейбл: Machine Shop Recordings/ Warner Music Group |

### Сингли
| Рік  | Назва                                                                                | Вища позиція в чарті | Вища позиція в чарті | Вища позиція в чарті | Вища позиція в чарті | Вища позиція в чарті | Вища позиція в чарті | Вища позиція в чарті | Вища позиція в чарті | Вища позиція в чарті | Вища позиція в чарті | Альбом          |
| Рік  | Назва                                                                                | US                   | AUS                  | AUT                  | FIN                  | FRA                  | GER                  | NLD                  | NZ                   | SWI                  | UK                   | Альбом          |
| ---- | ------------------------------------------------------------------------------------ | -------------------- | -------------------- | -------------------- | -------------------- | -------------------- | -------------------- | -------------------- | -------------------- | -------------------- | -------------------- | --------------- |
| 2006 | «Believe Me»                                                                         | —                    | 43                   | 47                   | 5                    | —                    | 29                   | 58                   | —                    | —                    | 92                   | The Rising Tied |
| 2006 | «Where'd You Go» feat. Holly Brook (a.k.a Skylar Grey) and Jonah Matranga (Platinum) | 4                    | 41                   | 29                   | 8                    | 24                   | 18                   | 15                   | 14                   | 62                   | —                    | The Rising Tied |
| 2006 | «Remember the Name» (Platinum)                                                       | 66                   | —                    | —                    | —                    | —                    | —                    | —                    | —                    | —                    | —                    | The Rising Tied |